# لويد ستوفال
لويد ستوفال (بالإنجليزية: Lloyd Stovall)‏ هو لاعب كرة قدم أمريكية أمريكي، ولد في 20 أغسطس 1911 في هاموند في الولايات المتحدة، وتوفي بنفس المكان في 16 أكتوبر 1983.